# Телерадиосны
«Телерадиосны́» — шестой студийный альбом российской певицы Юты, выпущенный компанией «Megaliner Records» 20 июля 2005 года. Впервые Юта ушла от рок-направления в музыке. По признанию музыкальных обозревателей, альбом «tелерадиосны» по стилю исполнения больше похож на советскую эстрадную песню, а манеру исполнения певицы сравнивают с Майей Кристалинской, Клавдией Шульженко и Тамарой Миансаровой.
Альбом почти полностью состоит из композиций, ставших саундтреками к различным российским телесериалам. Так песни «Я тебя», «Жили-были», «Та самая девчонка», «Миру мир» и «Обними меня» звучат в сериале «Солдаты». Песня «Моё поколение» является заглавной темой в «Студентах». «Хмель и солод 2» и «Обними меня» были использованы в сериале «Фирменная история», а «Соль на коже» в сериале «Туристы». Синглы «Миру мир», «Хмель и солод 2», «Моё поколение» и «Та самая девчонка» достигли в чарте Tophit 227, 197, 196 и 66 мест соответственно.

## Видеоклип
Клип на композицию «Жили-были» был отснят под Киевом режиссёром Ярославом Пилунским. По сюжету молодой боец, роль которого сыграл актёр сериала «Солдаты» Иван Моховиков, возвращается домой после службы. Он долго всматривается в лица, мелькающие за окнами автобуса после чего засыпает. Во сне ему является белокурая девушка, в роли которой выступает сама Юта. Проснувшись боец выходит из автобуса и видит как Юта едет на велосипеде через поле ему навстречу.

## Список композиций
Все тексты и музыка написаны Ютой, если не указано иное
| №                   | Название                                                                               | Длительность |
| ------------------- | -------------------------------------------------------------------------------------- | ------------ |
| 1.                  | «Моё поколение»                                                                        | 3:30         |
| 2.                  | «Хмель и солод 2»                                                                      | 3:44         |
| 3.                  | «Я тебя» (текст — Евгений Ройзман, Юта)                                                | 4:12         |
| 4.                  | «Жили-Были» (Radio edit, текст — Евгений Ройзман, Юта)                                 | 3:44         |
| 5.                  | «Та самая девчонка»                                                                    | 2:23         |
| 6.                  | «Миру мир»                                                                             | 3:41         |
| 7.                  | «Соль на коже» (текст — Александр Елин)                                                | 3:34         |
| 8.                  | «Обними меня»                                                                          | 3:36         |
| 9.                  | «Славная осень» (текст — Евгений Ройзман)                                              | 3:33         |
| 10.                 | «Неба поровну» (текст — Евгений Ройзман, Юта)                                          | 3:34         |
| 11.                 | «Любви моей ты боялся зря…» («Девушка из харчевни», текст и музыка — Новелла Матвеева) | 2:58         |
| 12.                 | «Моё Поколение» (Бордо! Vii Remix)                                                     | 3:42         |
| Общая длительность: | Общая длительность:                                                                    | 42:11        |

| №   | Название                               | Длительность |
| --- | -------------------------------------- | ------------ |
| 13. | «Жили-были» (реж. — Ярослав Пилунский) | 3:44         |

## Участники записи
- Юта — вокал, клавишные, программирование
- Илья Володин — гитара
- Антон Давидянц — бас-гитара
- Олег Шунцов — барабаны, программирование
- Александр Гусев — струнные
- Вадим Голутвин (дорожка 6) — гитара
- Анатолий Ядрышников — акустическая гитара (дорожка 7)
- Запись и сведение — Самвел Оганесян, Юта, Эвелина Шмелёва (дорожка 2)

## Неофициальное издание
Существует также неофициальный релиз данного диска, в который вошли ещё десять композиций из альбома «Рожь и клевер», заменив собой бонусное видео на песню «Жили-были».
Все тексты и музыка написаны Ютой, если не указано иное
| №                   | Название                                                                               | Длительность |
| ------------------- | -------------------------------------------------------------------------------------- | ------------ |
| 1.                  | «Моё поколение»                                                                        | 3:30         |
| 2.                  | «Хмель и солод 2»                                                                      | 3:44         |
| 3.                  | «Я тебя» (текст — Евгений Ройзман, Юта)                                                | 4:12         |
| 4.                  | «Жили-Были» (Radio edit, текст — Евгений Ройзман, Юта)                                 | 3:44         |
| 5.                  | «Та самая девчонка»                                                                    | 2:23         |
| 6.                  | «Миру мир»                                                                             | 3:41         |
| 7.                  | «Соль на коже» (текст — Александр Елин)                                                | 3:34         |
| 8.                  | «Обними меня»                                                                          | 3:36         |
| 9.                  | «Славная осень» (текст — Евгений Ройзман)                                              | 3:33         |
| 10.                 | «Неба поровну» (текст — Евгений Ройзман, Юта)                                          | 3:34         |
| 11.                 | «Любви моей ты боялся зря…» («Девушка из харчевни», текст и музыка — Новелла Матвеева) | 2:58         |
| 12.                 | «Безответная»                                                                          | 3:18         |
| 13.                 | «За…бало»                                                                              | 3:14         |
| 14.                 | «Белая вьюга»                                                                          | 3:34         |
| 15.                 | «Обними»                                                                               | 3:17         |
| 16.                 | «Фиолетово-чёрный» (текст и музыка — Эдмунд Шклярский)                                 | 3:06         |
| 17.                 | «Ты не я»                                                                              | 2:50         |
| 18.                 | «Вольная» (текст — Евгений Ройзман, Юта)                                               | 2:40         |
| 19.                 | «Славная осень» (текст — Евгений Ройзман)                                              | 3:38         |
| 20.                 | «Имя»                                                                                  | 4:06         |
| 21.                 | «Радиосны»                                                                             | 4:24         |
| 22.                 | «Моё Поколение» (Бордо! Vii Remix)                                                     | 3:42         |
| Общая длительность: | Общая длительность:                                                                    | 76:18        |